# 高崎金久
高崎 金久（たかさき かねひさ）は、日本の数学者。京都大学名誉教授、大阪公立大学数学研究所特別研究員。専門は可積分系、数学や数理物理学のいわゆる「可積分系」を代数解析的な方法によって研究している
。博士課程の指導教員は小松彦三郎。

## 略歴
1979年3月 東京大学理学部数学科卒
。
1984年3月 東京大学大学院理学系研究科修了、理学博士。1984年4月 埼玉大学理学部助手、1985年10月 京都大学数理解析研究所助手、1991年4月 京都大学教養部助教授を経て、2004年1月 京都大学大学院人間・環境学研究科教授、2014年 同 名誉教授。2014年4月 近畿大学 理工学部 教授、2023年4月 大阪公立大学数学研究所特別研究員。

代数解析的な手法の導入で「可積分系の数理」の発展に寄与した。非線形可積分系と呼ばれる非線形方程式系に関する業績をあげている。

## 受賞および講演歴
- 1998年 大和エイドリアン賞
- 1990年 ICM 1990 京都 招待講演者[5]